# Minbar

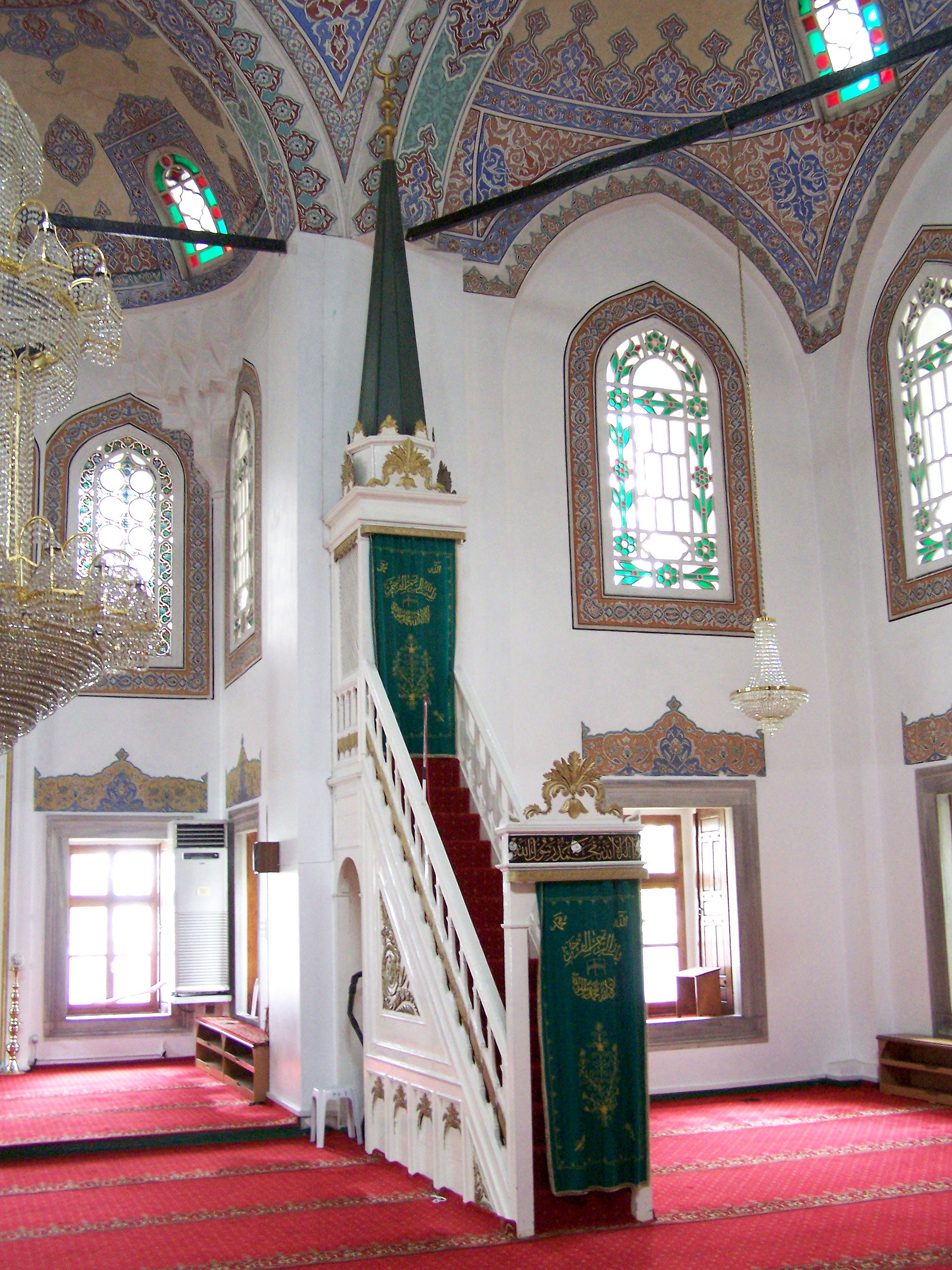
Un minbar dintr-o moschee.

Un minbar este un amvon dintr-o moschee, în care se urcă imamul pentru a oferi predici (khutbah). Minbarul este un element arhitectural găsit în toate moscheile și se află în dreapta mihrabului .

## Istorie
El arată ca un mic turn, cu acoperiș acuțit și cu trepte. Se crede că primul minbar ar fi fost construit pentru Profetul Mahomed în moscheea de la Medina sub forma unei platforme din lemn în trepte. Ulterior, stilurile s-au diversificat, iar minbarul a ajuns la ceea ce este astăzi.
Cel mai vechi minbar din lume, rămas nedeteriorat, este minbarul din Marea Moschee de la Kairouan din Tunisia, ce datează din secolul al IX-lea.